# Wilhelm von Hegel
Eduard Wilhelm (seit 1909: von) Hegel (* 4. Dezember 1849 in Berlin; † 31. Januar 1925 in Merseburg) war ein preußischer Regierungsbeamter und Mitglied des Deutschen Reichstags.

## Leben
Hegel war ein Sohn des preußischen Staatsbeamten Immanuel Hegel und der Friederike von Flottwell (1822–1861). Er war ein Enkel des Philosophen Georg Wilhelm Friedrich Hegel und Neffe des Historikers Karl von Hegel. 
Hegel wurde während seines Studiums in Göttingen 1869 Mitglied der Schwarzburgbund-Verbindung Burschenschaft Germania. Er war ab 1878 Regierungsassessor in der staatlichen Verwaltung des Bistums Paderborn. Er wechselte 1881 zur Regierung nach Posen und war ab 1882 Hilfsarbeiter im Kultusministerium. Von 1886 bis 1890 war er Landrat des Kreises Jerichow I in Burg, bevor er 1890 als Geheimer Regierungsrat ins Kultusministerium wechselte. 1893 wurde er zum Geheimen Oberregierungsrat befördert und wechselte 1895 als Regierungspräsident nach Gumbinnen. 1905 wurde er als Regierungspräsident nach Allenstein berufen und von 1908 bis 1917 war er Oberpräsident der Provinz Sachsen, wo er 1913 auch zum Wirklichen Geheimrat befördert wurde.
Von 1887 bis 1890 war er Mitglied des Deutschen Reichstags für den Wahlkreis Regierungsbezirk Magdeburg 3 Jerichow I, Jerichow II  und die Deutschkonservative Partei.
Am 27. Januar 1909 wurde Hegel in den preußischen Adelsstand erhoben. Seinen Ruhestand verbrachte er in Merseburg, wo er auch zum Domherrn ernannt wurde.
Hegel setzte das Engagement seines Vaters für freie Werke des Protestantismus fort. So war er Mitglied im Centralauschuß der Inneren Mission und gehörte 1913 zu den Gründern der Deutschen Evangelischen Missions-Hilfe, für die er 1919 an der Kasseler Vorkonferenz zur Gründung des Deutschen Evangelischen Kirchenbundes und am Deutschen Evangelischen Kirchentag teilnahm. Von 1919 bis 1925 wirkte er zudem als Vorsitzender des Evangelischen Presseverbandes für Deutschland.

## Familie
1887 heiratete Wilhelm von Hegel Armgard von Wulffen-Pietzpuhl, Tochter des Gutsbesitzers Odo von Wulffen und der Anna von Thümen-Göbel. Das Ehepaar Anna und Wihelm von Hegel hatte drei Kinder, zwei Töchter und einen Sohn, und einen Enkelsohn Tochter Frieda heiratete den späteren General Hans-Heinrich Sixt von Arnim. Lothar von Wulffen war ein Schwager des Wilhelm von Hegel.